# Carlo Pignatti Morano di Custoza
Carlo Pignatti Morano, conte di Custoza, patrizio di Modena (Modena, 2 settembre 1869 – Firenze, 30 luglio 1944) è stato un ammiraglio e politico italiano, particolarmente distintosi come comandante di flottiglia torpediniere nel corso della prima guerra mondiale, dove fu decorato delle croci di cavaliere e di ufficiale dell'Ordine militare di Savoia e di una medaglia d'argento al valor militare. Nominato Senatore del Regno d'Italia nella XXX Legislatura, fu membro della Commissione degli affari esteri, degli scambi commerciali e della legislazione doganale (17 aprile 1939 - 14 febbraio 1942), membro della Commissione per il giudizio dell'Alta Corte di Giustizia (25 gennaio 1940 - 5 agosto 1943) e membro della Commissione delle Forze armate (14 febbraio 1942 - 5 agosto 1943).

## Biografia

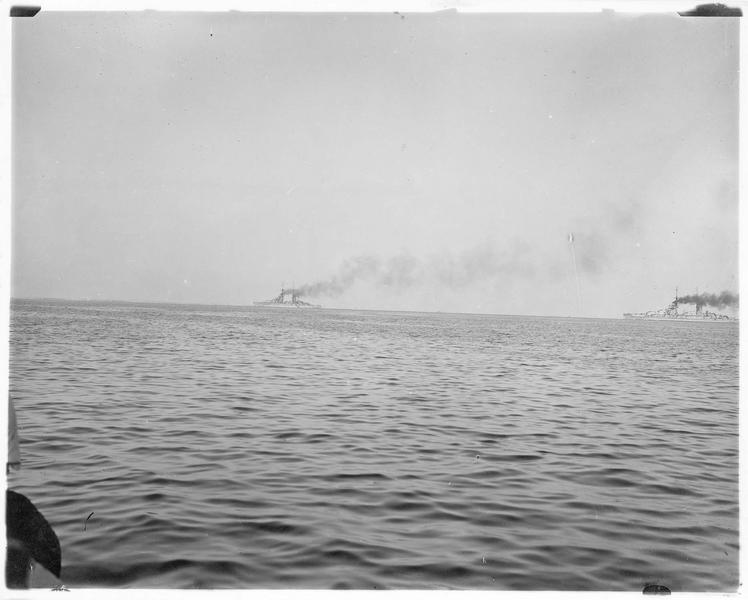
Evoluzione della navi da battaglia Conte di Cavour e Giulio Cesare a Taranto nel corso del 1915.

Nacque a Modena il 2 settembre 1869, figlio di Girolamo e Bradamante Maria Coccapane Imperiali. 
Allievo dell'Regia Accademia Navale di Livorno nel 1888 si rafferma per sei anni e viene promosso guardiamarina nel corpo dello Stato maggiore generale della marina il 31 maggio 1890. Si imbarca per la prima volta a bordo della corazzata Vittorio Emanuele il 30 aprile 1889. L'anno successivo è assegnato al 3º dipartimento marittimo, prendendo parte alla guerra di Abissinia.  Promosso sottotenente di vascello il 2 luglio 1891, e imbarcatosi sull'avviso Marcantonio Colonna, nel 1891 partecipa alla spedizione in Egitto a difesa dei connazionali ivi presenti.  Divenuto tenente di vascello il 5 luglio 1894 fu a lungo imbarcato sull'ariete torpediniere Stromboli, poi sulla nave da battaglia Lepanto, e  quindi come comandante di torpediniere.  Promosso capitano di corvetta il 4 luglio 1908, e capitano di fregata il 18 settembre 1911, fu comandante del cacciatorpediniere Turbine partecipando alla guerra italo-turca (1911-1912) come vicecomandante della nave da battaglia Sardegna.
All'atto dell'entrata in guerra del Regno d'Italia, avvenuta il 24 maggio 1915, si trovava al comando di una flottiglia di torpediniere costiere di stanza nell'Alto Adriatico. Promosso capitano di vascello il 18 maggio 1916, pianificò a partecipò direttamente a numerose azioni belliche, tra cui il forzamento del canale di Fasana (notte del 2 novembre 1916) e all'incursione nel porto di trieste da parte di Luigi Rizzo che portò all'affondamento della corazzata costiera Wien (9-10 dicembre 1917).
Mantiene l'incarico di comandante di flottiglia di torpediniere sino all'aprile del 1918, quando decorato delle Croci di Cavaliere e di Ufficiale dell'Ordine militare di Savoia e di una medaglia d'argento al valor militare, passò al comando della nave da battaglia Giulio Cesare. Nel 1920 lasciò il servizio attivo a causa della riduzione dei quadri per cessate esigenze belliche, conseguendo le promozioni nella riserva navale di  sottoammiraglio il 24 dicembre 1922, contrammiraglio il 15 marzo 1923, contrammiraglio di divisione il 1º dicembre 1923, ammiraglio di divisione il 16 settembre 1926 e ammiraglio di squadra il 8 maggio 1927. Fu nominato Senatore del Regno d'Italia nella XXX Legislatura il 17 aprile 1939. Fu membro della Commissione degli affari esteri, degli scambi commerciali e della legislazione doganale (17 aprile 1939-14 febbraio 1942), membro della Commissione per il giudizio dell'Alta Corte di Giustizia (25 gennaio 1940-5 agosto 1943) e membro della Commissione delle Forze armate (14 febbraio 1942-5 agosto 1943).
Si spense a Firenze il 30 luglio 1944.

## La famiglia
Si sposò con la Contessa Maria Osanna Magnaguti Rondinini, dalla quale ebbe 4 figli: 
- Costanza che sposò il Conte Carlo Gentili Calcagnini d'Este dal quale ebbe Mari Alessandra.
- Bradamante.
- Luisa che sposò il N.H. Tenente di Cavalleria Gustavo Quinterio dal quale ebbe Carlo U. Quinterio e Francesco Maria.
- Alessandro che sposò la dott.ssa Paola Nuti dalla quale ebbe Maria Osanna e Carlo.

### Fonti
1. 1 2 3 4 5 6 7 8 9 10 11  Alberini, Prosperini 2016, p. 417.
2. 1 2 3 4 5 6 7 8  Senato.
3. 1 2   Pignatti Morano Carlo, su Presidenza della Repubblica.